# Taneční orchestr Československého rozhlasu
Taneční orchestr Československého rozhlasu (TOČR) byl orchestr, hrající populární a taneční hudbu, založený v roce 1960. Jeho alter-egem byl Jazzový orchestr Československého rozhlasu (JOČR).

## Historie
Orchestr byl založen 1. ledna 1960, v době vzrůstajícího zájmu o populární hudbu, který byl průvodním jevem postupného politického uvolňování koncem 50. let. Prvním šéfdirigentem byl jmenován Karel Krautgartner, výrazná osobnost tehdejší taneční i jazzové hudby.
Orchestr byl velmi úspěšný od samého začátku, ale vedení Československého rozhlasu se nelíbila přílišná orientace Karla Krautgartnera na jazzovou hudbu a k 1. lednu 1963 byl orchestr formálně rozdělen na orchestr jazzový a taneční. Ve skutečnosti šlo o stále tentýž soubor, jen vystupující pod jedním či druhým jménem, podle momentálních požadavků. V roce 1963 také přibyli dva noví dirigenti – Kamil Hála a Josef Vobruba.
Po emigraci Karla Krautgartnera v roce 1968 byl dirigentem JOČRu jmenován Kamil Hála, dirigentem TOČRu Josef Vobruba – ten byl pak od roku 1971 i šéfdirigentem.
Po úmrtí Josefa Vobruby v roce 1982 se šéfdirigentem JOČRu i TOČRu stal v roce 1983 Felix Slováček.
Po sametové revoluci se orchestr přejmenoval nejprve na Big Band Radio Praha a později na Big Band Českého rozhlasu (BB ČRo). V letech 2002–2012 byl šéfdirigentem BB ČRo Václav Kozel. Od 1. ledna 2013 je rezidenčním tělesem Českého rozhlasu Rozhlasový Big Band Gustava Broma pod vedením Vlada Valoviče.

### Taneční orchestr Československého rozhlasu v Bratislavě
V roce 1961 byl založen TOČR také v Bratislavě. Bylo to samostatné hudební těleso, byť se shodným názvem (jen ve slovenštině) a stejným vlastníkem. Jeho prvním dirigentem byl až do svého odchodu do důchodu v roce 1982 Miroslav Brož. Druhým dirigentem byl v letech 1967–1970 Ivan Horváth, kterého na místě druhého dirigenta vystřídal Vieroslav Matušík. Ten se stal v roce 1982 prvním dirigentem a jako druhý dirigent byl v roce 1984 získán Vlado Valovič.
Orchestr zanikl v roce 1993.

## Působení
V začátcích se orchestr soustředil převážně na orchestrální nahrávky, ale pod vlivem Josefa Vobruby se přeorientoval na taneční hudbu a podporu nastupující generace zpěváků populární hudby. S TOČRem začínaly takové pozdější hvězdy pop-music jako Karel Gott, Marta Kubišová, Waldemar Matuška, Václav Neckář, Eva Pilarová, Helena Vondráčková, v 70. letech pak třeba Hana Zagorová, Petra Janů, Jiří Korn a mnoho dalších.